# قلعة الرجاء الصالح

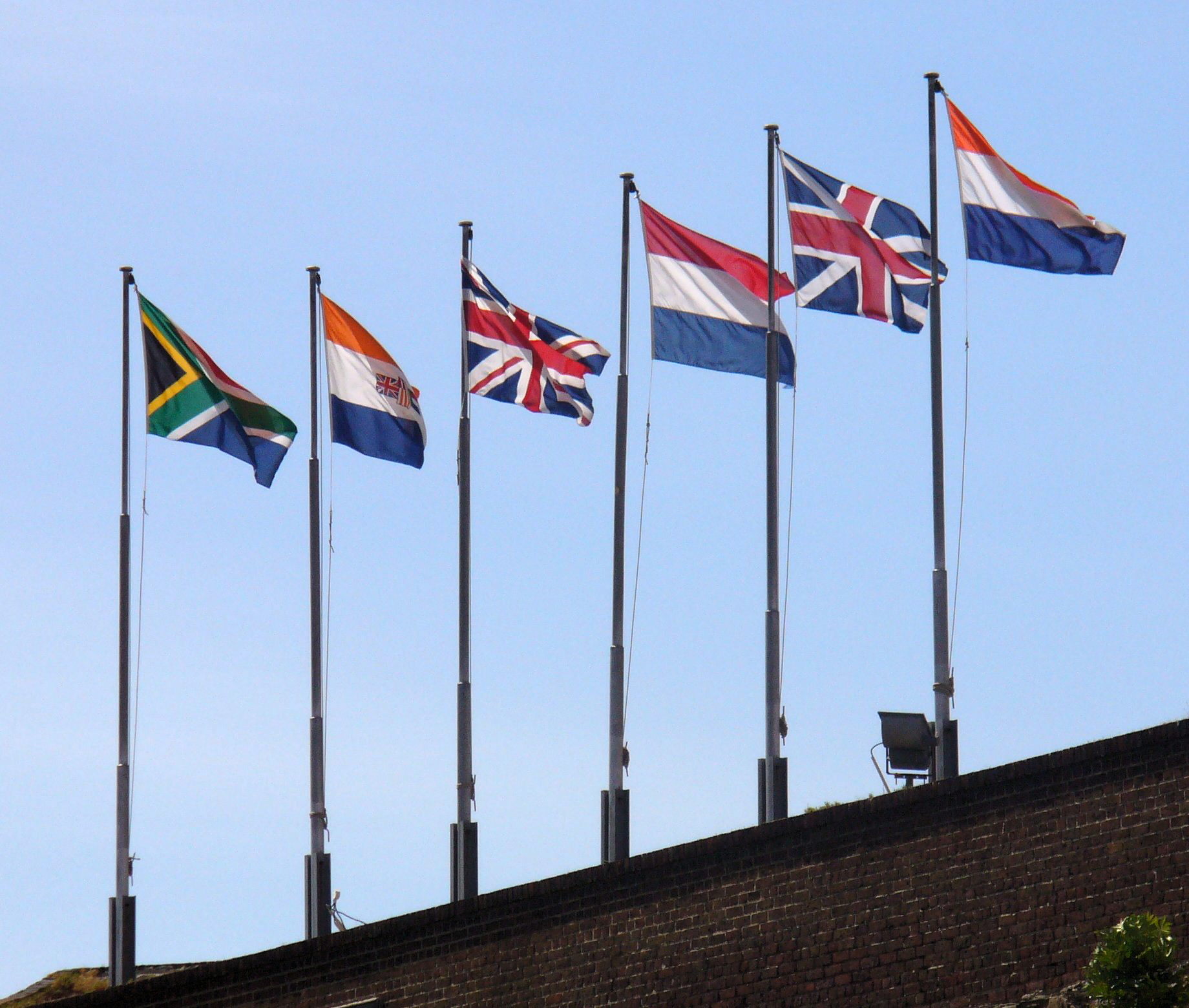
الأعلام التاريخية الست التي ترفرف فوق القلعة، بالترتيب الزمني من اليمين إلى اليسار: العلم الأميري، علم بريطانيا العظمى، علم هولندا، علم المملكة المتحدة، علم جنوب أفريقيا القديم ، والعلم الحالي لجنوب أفريقيا.

قلعة الرجاء الصالح (بالهولندية: Kasteel de Goede Hoop) (بالأفريقانية: Kasteel van Goeie Hoop)‏ والمعروفة محلياً باسم القلعة أو قلعة كيب تاون هي حصن قلعة بُنِي في القرن السابع عشر في كيب تاون، جنوب أفريقيا. يقع في الأصل على ساحل خليج الطاولة، وبعد استصلاح الأراضي، أصبح الحصن الآن داخل الأراضي. في عام 1936، أُُعلن عن القلعة نصباً تاريخياً (وهو الآن موقع تراثي إقليمي)، وفي أعقاب عمليات الترميم التي تمت في الثمانينات من القرن العشرين، أصبح يُعتبر أفضل مثال محمي لحصن شركة الهند الشرقية الهولندية.

## معرض صور

### قراءة معمقة
- Lalou Meltzer (1997). The Castle of Good Hope, Cape Town. Art Link. ISBN:0-620-20823-6. مؤرشف من الأصل في 2020-02-29.
- Ras, A.C. (1959). Die Kasteel en Ander Vroe Kaapse Vestingwerke. Tafelberg-Uitgewers
- Eric Rosenthal (1966). 300 years of the Castle at Cape Town. H.M. Joynt. مؤرشف من الأصل في 2020-02-29.

## وصلات خارجية
- Tourism website
- Castle of Good Hope on the Iziko Museums of Cape Town website
- Castle of Good Hope on the Fortified Places website
- Site by  Castle of Good Hope ، على وكالة الموارد التراثية في جنوب أفريقيا